# Урдини езера
Урдините езера са езерна група с ледников произход в Рила планина. Те са разположени в най-труднодостъпните части на Северозападна Рила, далеч от наплива на масови туристи в съседните Седем рилски езера. Езерата са разположени в западната част на Урдиния циркус между връх Дамга (2670 m) на северозапад и Додов връх (2661 m) на юг. Те са шест на брой и имат следните имена – Сухото, Рибното (да не се бърка с Рибното езеро от Седемте езера), Триъгълника, Ботаническото (Удавника), Голямата Паница и Малката Паница. От Урдините езера изтича Урдина река, която е десен приток на река Черни Искър.
Езерата са със сравнително малка площ – от 0,8 до 2,5 хектара. Най-малко по площ е Рибното езеро (на 2348 m н.в.), което заради близостта си с връх Дамга (на около 500 м югоизточно от върха) е наричано още Дамгско езеро. Въпреки че Рибното езеро е най-малко по площ, то е с най-голям водосборен басейн от групата. Най-ниското езеро, Голямата Паница (42°10′39″ с. ш. 23°19′45″ и. д. / 42.1775° с. ш. 23.329167° и. д.), е и най-голямо по площ и по обем на водата в него. То е разположено на 2278 м надморска височина, има площ от около 2,5-2,53 хектара и воден обем приблизително 89 500 м3.
Бреговете на отделните Урдини езера са разнообразни. Най-високото езеро от групата Сухото (42°10′28″ с. ш. 23°19′44″ и. д. / 42.174444° с. ш. 23.328889° и. д.) е разположено недалеч от Додов връх и е на 2375 м надморска височина. Езерото има кръгла форма и е дълбоко близо 5 м. Най-дълбоко (7,6 м) е четвъртото езеро Малката Паница (2336 м), и е разположено източно от Рибното. Изтичащата от него вода образува малък водопад преди да се влее в езерото Голямата паница и оттам в Урдина река. Второ по големина е езерото Триъгълника с площ 2,34 хектара.
През 1985 г. Урдините езера са обявени за природна забележителност от национално и международно значение. Езерата са зарибени с дъгова и балканска пъстърва, което ги прави привлекателно място за бракониери. Риболовът е забранен.